# Pentias arimotoi
Pentias arimotoi là một loài chân đều trong họ Idoteidae. Loài này được Rafi miêu tả khoa học năm 1973.